# Рябиновая улица (Санкт-Петербург)
Ряби́новая улица — улица в Приморском районе Санкт-Петербурга. Расположена в историческом районе Мартыновка. Проходит от Новосельковской улицы на север параллельно северной линии Малой Октябрьской железной дороги.

## История наименования
Улица возникла в начале XX века (обычно датируют 1901 годом) и первоначально называлась Петровской. Как считает «Топонимическая энциклопедия», название происходило от имени одного из дальних родственников домовладельца Н. П. Граббе. 12 января 1962 года улица была названа Рябиновой — «по местному признаку».

## Пересечения
- Новосельковская улица;
- проезд без названия, соединяющий Рябиновую улицу с Афанасьевской.

## Транспорт
Ближайшие к Рябиновой улице станции метро — «Комендантский проспект» 5-й (Фрунзенско-Приморской) линии, «Озерки» и «Удельная» 2-й (Московско-Петроградской) линии.
Движение наземного общественного транспорта по улице отсутствует.
Ближайшая к Рябиновой улице железнодорожная платформа — Озерки.

## Общественно-значимые объекты

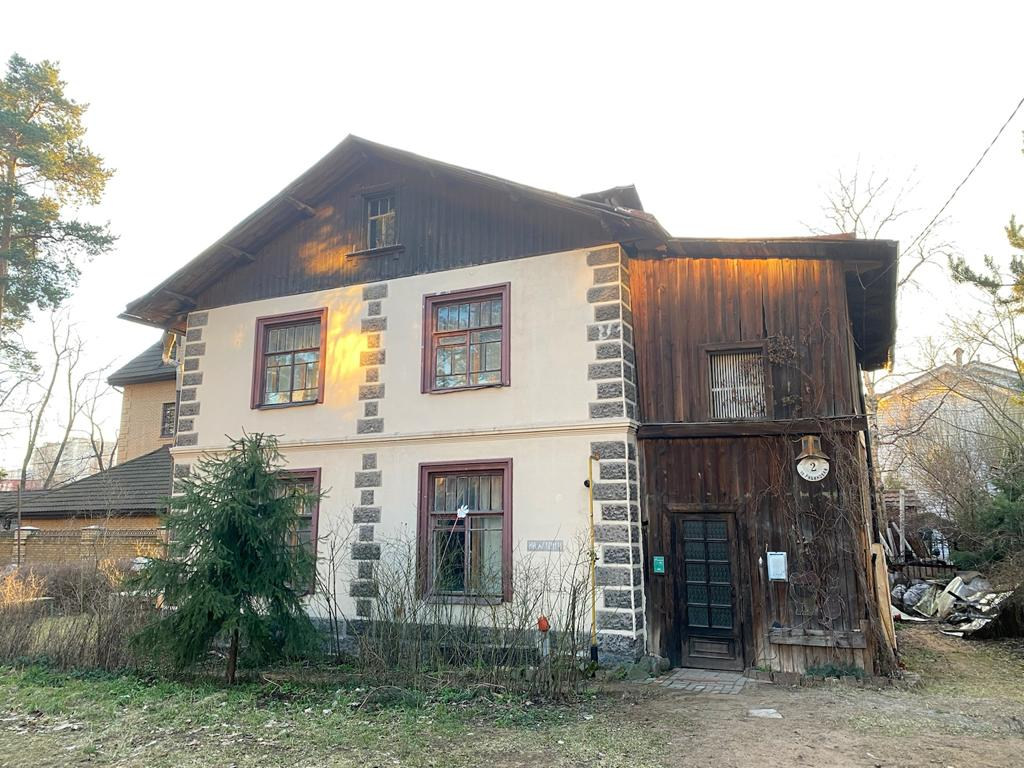
Творческая мастерская городского проекта «Деревня художников», Рябиновая ул., 2

- Католический благотворительный центр «Каритас» (Рябиновая ул., 18)
- Творческая мастерская городского проекта «Деревня художников» (Рябиновая ул., 2)[3], художники — Татьяна Николаенко, Борис Коротеев. Мастерская находится в перечне Фонда творческих мастерских Санкт-Петербурга[4].

## Дополнительно
- Рябиновая улица (Санкт-Петербург). Citywalls.